# Zapożyczenia z języków indyjskich
Zapożyczenia z języków indyjskich – wyrazy zapożyczone w języku polskim lub innych językach, pochodzące pierwotnie z języków indyjskich. Do języków nieindyjskich zawierających szczególnie duży procent słów pochodzenia indyjskiego można zaliczyć język malajski / indonezyjski oraz inne języki Azji Południowo-Wschodniej, a także język suahili, w którym zapożyczenia z hindustani stanowią około 1% słownictwa. Ze względu na bezpośrednie kontakty językiem europejskim zawierającym stosunkowo dużo zapożyczeń z języków indyjskich jest język angielski. Niektóre z nich poprzez angielski zostały przejęte również przez inne języki europejskie. Do języka polskiego trafiły najczęściej bezpośrednio z języka angielskiego. Oprócz wielu słów, które stały się w taki sposób internacjonalizmami, w języku angielskim funkcjonuje wiele wyrazów pochodzenia indyjskiego, na co dzień nieużywanych w innych językach, np. thug, juggernaut, cheetah, mulligatawny, cot, dinghy, dacoit, toddy, pukka, pundit itd.

## Języki, z których pochodzą zapożyczenia indyjskie
Najważniejszym językiem, z którego pochodzą hinduizmy, jest sanskryt. W czasach nowożytnych wzrosło znaczenie języka hindi jako źródła zapożyczeń. Pojedyncze słowa wywodzą się z tamilskiego, np. „ryż” z arisi (również ostatecznie z sanskrytu), poprzez arabski i języki zachodnioeuropejskie, czy też „weranda”. Innym przykładem są słowa zapożyczone z języka bengalskiego poprzez angielski, np. „bungalow”.

## Sposób przedostania się do języka polskiego
Najczęstszym pośrednikiem był język angielski, rzadziej, często wtórnie, język francuski i portugalski. Dużo rzadsze są zapożyczenia, które przedostały się do języka polskiego za pośrednictwem języka rosyjskiego.

## Przykłady zapożyczeń indyjskich w języku polskim
- Najszerszą kategorią słów pochodzenia indyjskiego są zapożyczenia związane z religią i filozofią indyjską, np.: ahimsa, asana, awatar, bramin, guru, jogin, mandala, karma, sansara, mantra, tantra, swastyka

- Inne kategorie:
  - architektura (weranda, stupa, pagoda)
  - realia polityczne (radża, maharadża, mandaryn, parias z tamilskiego பறையர் paṟaiyar)
  - gospodarka (rupia)
  - technika (katamaran[3])
  - odzież (kaszmir, sandał, sari, piżama[4])
  - medycyna i higiena (ajurweda, szampon[5])
  - barwy (khaki)
  - zwierzęta (mangusta, anakonda z syngaleskiego[6] හෙන්කන්ඩය henakaňdayā)
  - rośliny (imbir z tamilskiego இஞ்சி வேர் iñcivēr, mango również z tamilskiego, betel z malajalam വെത്തില‌ vettila, drzewo tekowe z malajalam ഥെക്കു thekku lub tamilskiego தேக்கு tekku)
  - kuchnia i kulinaria (ciapati, ryż z sanskryckiego vrihi[7], cukier[8] z sans. śarkara, curry z tamilskiego கறி kaṟi, kopra, basmati)
  - przyroda (dżungla z hindi[9])
  - narkotyki (gandzia)
  - językoznawstwo (sandhi z sanskrytu)
  - geografia (atol z języka malediwskiego)
  - geologia (beryl korund z tamilskiego குருந்தம் kurundam[10])

## Zapożyczenia pośrednie
Niektóre z zapożyczeń w języku polskim, mimo że kojarzone z Indiami, i istotnie używane w Indiach, pochodzą w rzeczywistości z innych języków, zwłaszcza z arabskiego (sahib, fakir) i perskiego (np. bazar).